# Sastmola församling
Sastmola församling (finska Merikarvian seurakunta) är en evangelisk-luthersk församling i Sastmola i Finland. Församlingen hör till Åbo ärkestift och Björneborgs prosteri. Tom Broberg är församlingens kyrkoherde. Sastmola församling har cirka 2 430 medlemmar (2021) och församlingens verksamhet sker i huvudsakligen på finska. Församlingens huvudkyrka är Sastmola kyrka från år 1899.

## Lokaler
Lista över församlingens lokaler:
- Sastmola kyrka
- Sastmola församlingshus
- Sastmola jordfästningskapell